# 見上瑠那
見上月梛 （みかみ るな、2001年9月16日  - ）は、日本のグラビアアイドル。

## 人物・エピソード
趣味は舞台鑑賞・映画鑑賞、特技はモノマネ、タロット占い。
株式会社KIEからPFプロジェクトへ移籍(2019年4月）、移籍に伴い見上月梛へ改名した。

## 出演

### CM
- ヨドバシカメラ新入学セール（2014年2月）

### 映画
- ONE STEP（2019年4月4日、監督：Michael Williams）[3]

### 舞台
- ヒロセプロジェクト「明日、魔法使いになる方法」（2014年5月3日 - 6日、ラゾーナ川崎プラザソル） - Aチーム セシル 役
- K.B.S.Project「The IMMORTAL OPERATION」（2016年12月22日 - 25日、高田馬場ラビネスト） - 水本ななみ 役
- アリスインプロジェクト「クォンタムドールズ2017[4]」（2017年7月5日 - 9日、六行会ホール） - 風組 ドーター 役

## 作品

### DVD
- はじめまして 学校なう（2014年11月30日、オリガミ）[5]
- JCスマイル（2015年4月28日、エスデジタル）[6]
- 制服なう～登校から下校時間～（2015年10月13日、オリガミ）[7]
- ハッピー！るなぴー！（2016年1月20日、タスクビジュアル）[8]
- 水着なう（2016年8月23日、オリガミ）
- るんるんるなぴ～（2018年5月25日、EIC-BOOK）[9]
- 恋するラピスラズリ（2018年12月25日、EIC-BOOK）[10]
- ぷるぷるな❤（2019年8月25日、EIC-BOOK）[10]
- ふぁいなるな（2020年2月25日、EIC-BOOK）